# Кривцов, Яков Васильевич
Я́ков Васи́льевич Кривцо́в (28 февраля 1854 года — после 1917 года) — российский архитектор и общественный деятель. Член Государственной думы 3-го и 4-го созывов от Курской губернии.

## Биография

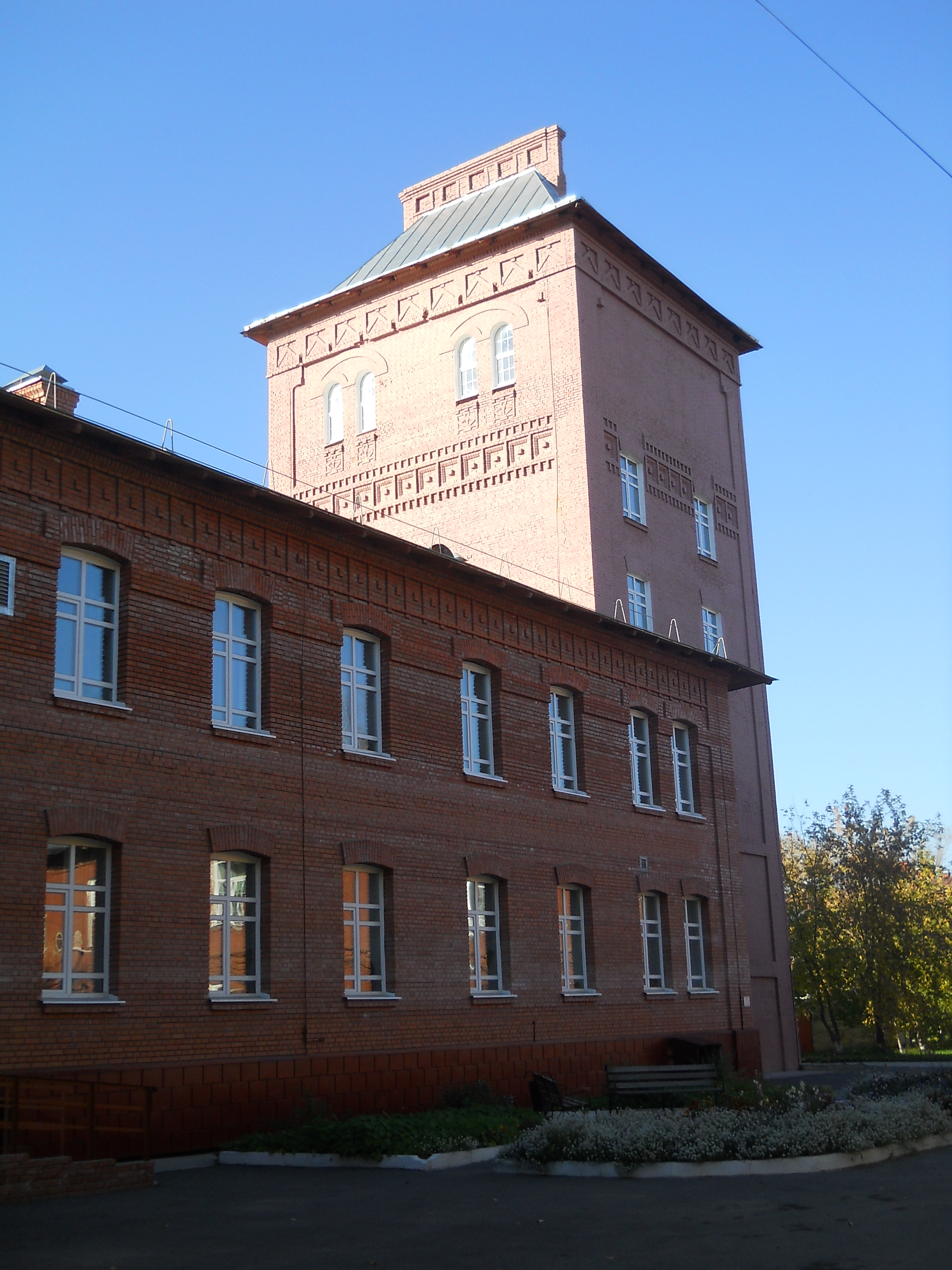
Томская психиатрическая больница. Башня водонапорная, служебный корпус.

Православный. Потомственный дворянин Курской, Киевской и Воронежской губерний. Землевладелец Фатежского уезда Курской губернии (имение «Отрезное» в 334½ десятины) и Волынской губернии (6000 десятин).
Среднее образование получил в Курской гимназии и Воронежской военной гимназии. В 1876 году окончил Петербургское строительное училище с правом на чин XII класса и был определён младшим инженером в Каменец-Подольский.
В 1879 году выдержал испытание на права первого разряда и командирован в Оренбург для восстановления сгоревших казённых и общественных зданий. В 1880—1881 годах — самарский городской архитектор. Постройки в Самаре — два корпуса Троицких торговых рядов (Молодогвардейская улица, д. 53). В 1881—1844 годах работал в Обществе Оренбургской железной дороги.
В 1884 году назначен рязанским губернским архитектором. С этого времени неоднократно участвовал в осмотре строительных работ в разных городах: в 1886 году был командирован в Вильно для исследования работ по перестройке помещений виленской судебной палаты в здании виленских присутственных мест; в 1887 — в Казань, для осмотра выполненных работ по перестройке казанской окружной лечебницы и в 1888 — в Архангельск. Заканчивал постройку церкви Николая Чудотворца в селе Домачи. С 1892 года — киевский губернский инженер.
С 1903 года жил и работал в Томске. Основная работа в Томске — постройка окружной психиатрической больницы в Сосновом бору (1901—1908, ныне — Алеутская улица, д. 4). Строительство больницы было завершено (1908—1910) архитектором А. И. Лангером, работу принимал лично председатель Совета министров Российской империи П. А. Столыпин.
14 апреля 1902 года произведён в чин действительного статского советника. В последнее время перед выходом в отставку состоял членом техническо-строительного комитета (с 1901) и сельскохозяйственного совета Министерства внутренних дел.
Имел награды: орден Святой Анны 2-й степени (1890), Высочайший подарок (1893), орден Святого Владимира 3-й степени (1900), Высочайшее благоволение (1903), орден Святого Станислава 1-й степени (1905), медаль «В память царствования императора Александра III», медаль «В память 300-летия царствования дома Романовых», знак Красного Креста

## Общественная деятельность

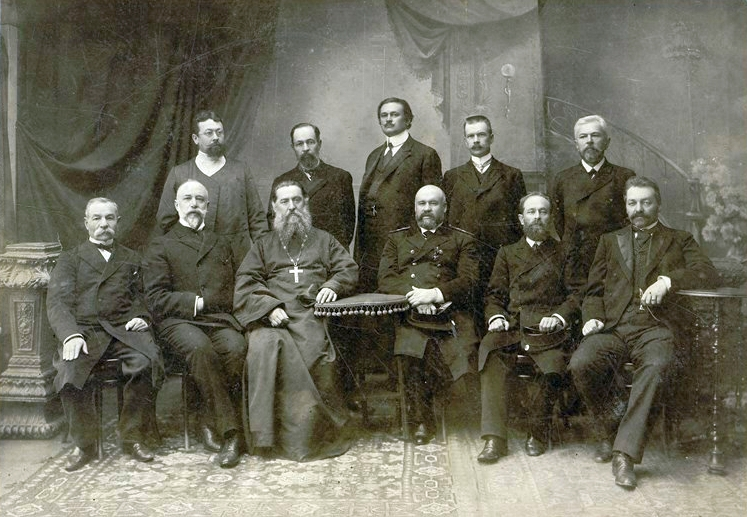
Депутаты Государственной думы Российской империи III созыва от Курской губернии. Стоят: Белогуров Н.А., Кривцов Я.В., Марков Н.Е., Шетохин Н.И., Ступин С.Н.; сидят: Сушков М.А., Барятинский И.В., Рождественский В.Ф., Доррер В.Ф., Шечков Г.А., Лукин В.В.

С 1895 года избирался гласным Фатежского уездного и Курского губернского земских собраний, причем состоял председателем ревизионной комиссии в обоих земствах. Также состоял почётным мировым судьей по Фатежскому уезду и членом Фатежской земской управы. В 1909 году на собственные средства открыл земскую школу в селе Суходоле.
В 1905 году в составе курской делегации вместе с другими видными монархистами Курска графом Доррером, князем Н. Ф. Касаткиным-Ростовским, Н. Е. Марковым и др. выражал поддержку Николаю II. В 1905 году вступил в Курскую народную партию порядка, затем входил в Совет губернского отдела Союза русского народа. Также был членом Русского собрания, участвовал в съездах Объединенного дворянства.
В 1907 году состоял выборщиком во II Государственную думу. В октябре того же года был избран членом III Государственной думы от Курской губернии. Входил во фракцию правых. Состоял членом комиссий: по исполнению государственной росписи доходов и расходов, и бюджетной. Выступал в поддержку Столыпинской аграрной реформы.
В 1912 году переизбран в Государственную думу. Входил во фракцию правых, после её раскола в ноябре 1916 года — в группу сторонников Н. Е. Маркова. Состоял членом комиссий: бюджетной, по исполнению государственной росписи доходов и расходов, продовольственной, финансовой, по городским делам и по местному самоуправлению. Выступал против крупного капитала и за введение прогрессивного налогообложения.
В годы Первой мировой войны был сторонником размещения государственных заказов на предприятиях отечественного частного машиностроения, при условии передачи их в управление правительством. Состоял представителем Государственной думы в Особом совещании для обсуждения и объединения мероприятий по продовольственному делу.
Судьба после 1917 года неизвестна. Был женат, имел двоих сыновей.